# Вишняков Олег Володимирович

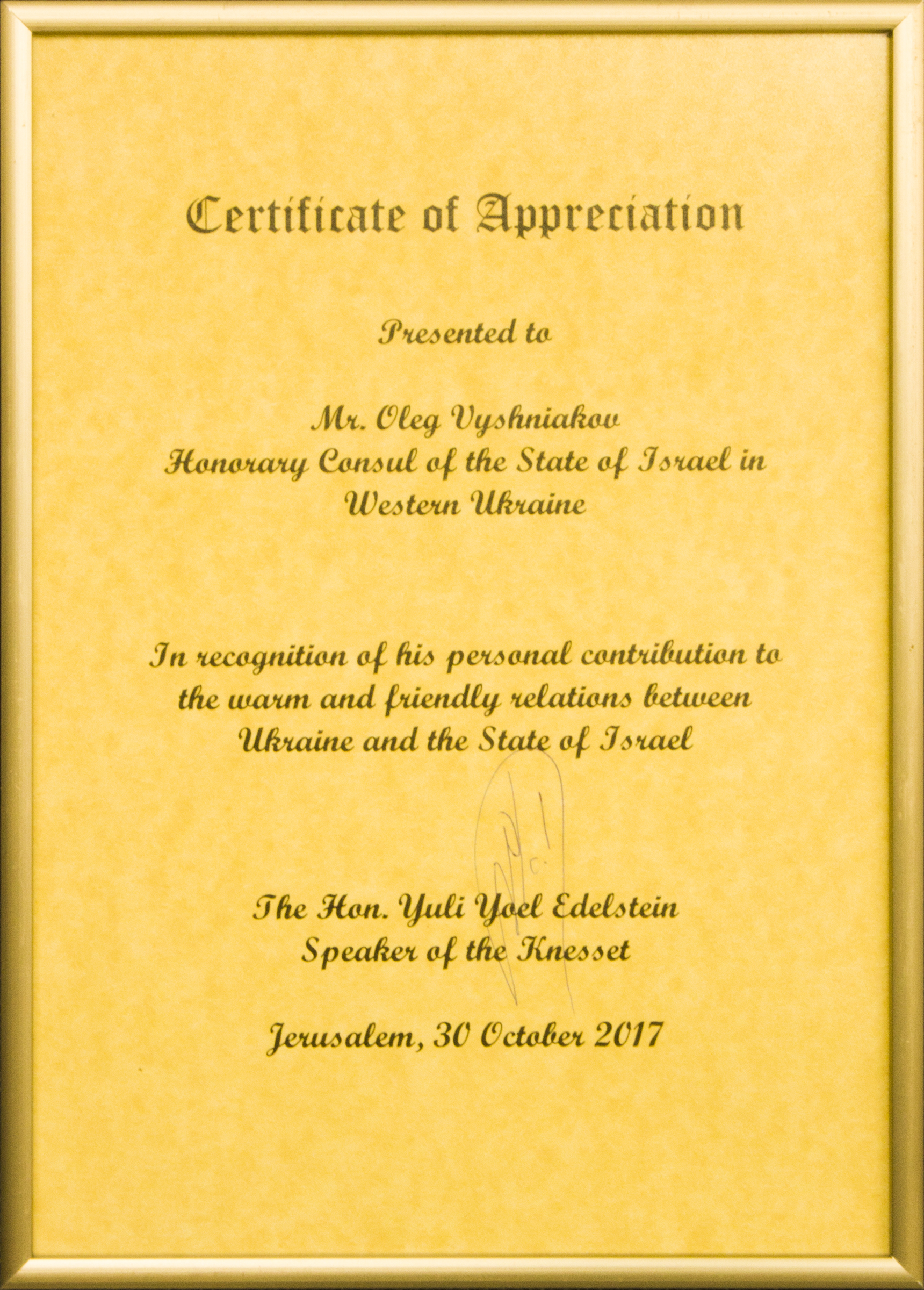
Офіційна Подяка Олегу Вишнякову від Спікера Кнесету Йоеля Едельштейна

Олег Володимирович Вишняков (нар. 9 вересня 1965, Київ) — український підприємець, громадський діяч, Почесний Консул Держави Ізраїль у Західному регіоні України з резиденцією у місті Львів.

## Біографія
Народився 9 вересня 1965 року в Києві.
З 1982 по 1987 — студент Каунаського політехнічного інституту в Литві, отримав професію інженер-технолог за фахом раціональне використання водних ресурсів та знезараження промислових стічних вод.
З 1988 по 1991 рік працював в судовій системі.

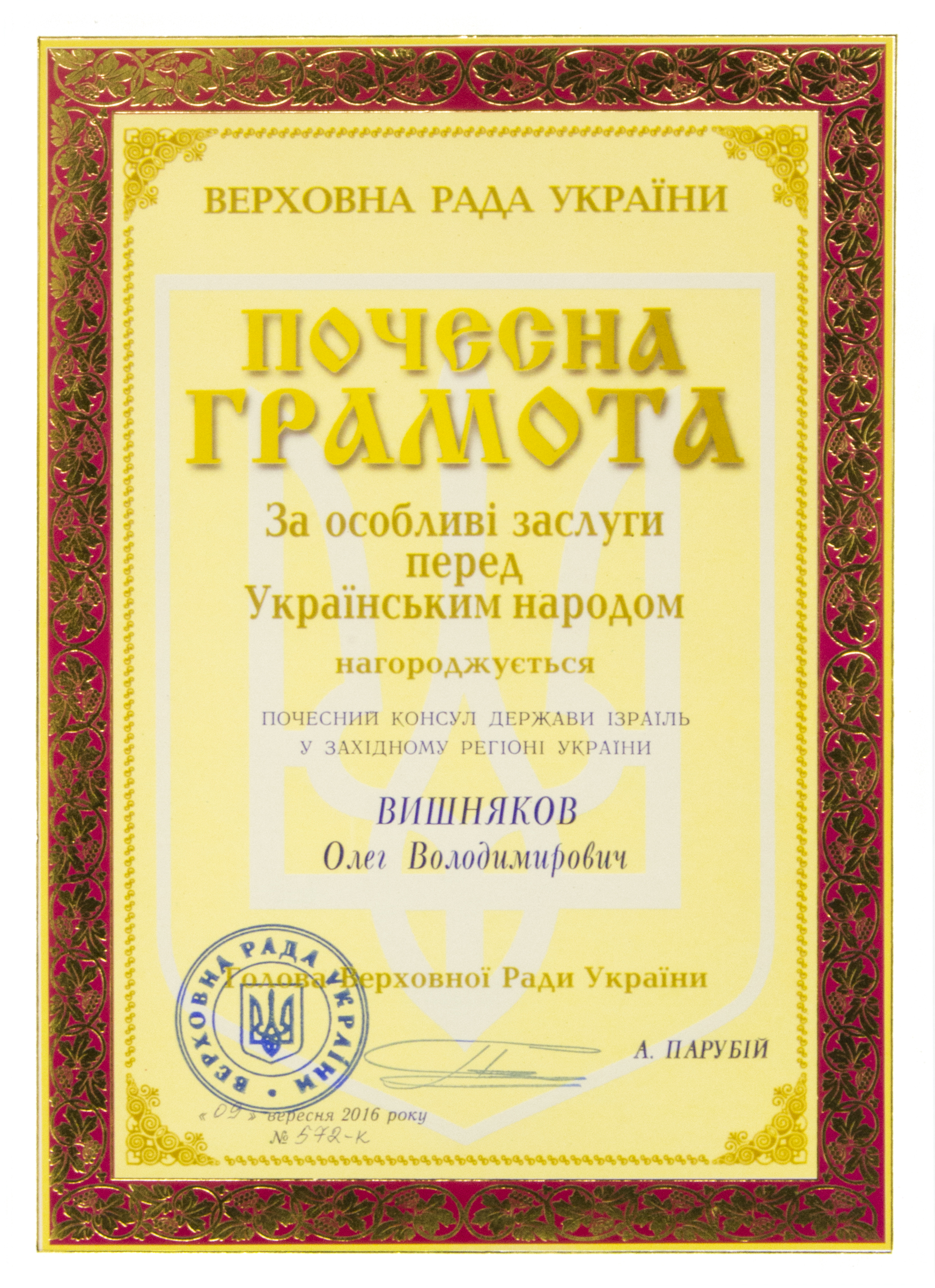
Почесна Грамота Олега Вишнякова від Голови Верховної Ради України Андрія Парубія За особливі заслуги перед українським народом

З 1991 року займається комерційною діяльністю.
Був помічником народного депутата 6 скликання Юрія Гайдаєва.
У сферу інтересів Олега Вишнякова входять торгово-розважальні комплекси, супермаркети, готелі, бізнес центри в Україні, Латвії, Грузії та Польщі.
У 2015 році був членом Організаційного комітету з підготовки та проведення заходів у зв'язку з 75-ми роковинами трагедії Бабиного Яру.

### Діяльність на посаді Почесного Консула Ізраїлю в Західному регіоні України
Вступив на посаду Почесного консула в листопаді 2014 року, а у травні 2015 у Львові було відкрито Почесне Консульство Ізраїлю.
Під патронатом Почесного Консула та за сприяння Посольства Ізраїлю в Україні було проведено 6 сесій психологічних тренінгів від ізраїльських психологів та реабілітологів для українських фахівців. До серпня 2015 дипломи отримали більше 200 українських психологів.
Окремий напрямок роботи Почесного Консула Олега Вишнякова присвячений допомозі дітям: матеріальна допомога українським дитячим будинкам, допомога дітям військових, які загинули/постраждали в АТО. У серпні 2015 року перша група з 18 таких дітей зі Львова та Львівської області відвідала реабілітаційний табір в Єрусалимі.
При активному сприянні Почесного Консула був відкритий прямий рейс авіакомпанії МАУ Львів-Тель-Авів-Львів.
Спільно зі Львівською міською та обласною адміністраціями були розроблені спеціальні програми для єврейських туристів — маршрути з відвідуванням єврейських пам'яток архітектури, путівники на івриті. Три роки поспіль Почесний Консул Держави Ізраїль в Західному регіоні України виступає партнером Міжнародного фестивалю єврейської музики «LvivKlezFest», який щорічно протягом двох тижнів проходить у Львові[джерело?].
Завдяки допомозі Олега Вишнякова було видано серію книг: підручник з політології «Держава Ізраїль. Політика і суспільство» Зеєва Ханіна та Анатолія Романюка, на основі якого викладають окремий курс у Львівському Національному університеті ім. Івана Франка, дитячу книгу «Шукач», а також видання «Путь к мечте: вклад выходцев из Украины в создание Государства Израиль»[джерело?].

## Нагороди
- Почесна грамота Верховної Ради України (вересень 2016) — за особливі заслуги перед українським народом;
- Офіційна Подяка від Спікера Кнесету (жовтень 2017) — за особистий вклад у теплі та дружні стосунки між Україною та Державою Ізраїль;

## Громадська діяльність
Бере активну участь у роботі Міжпарламентської групи дружби «Україна-Ізраїль», що складається з депутатів Верховної Ради України та Кнесету (парламенту) Ізраїлю[джерело?].
Олег Вишняков займається благодійною діяльністю, влаштовує безкоштовні заходи та бере активну участь у житті єврейських громад України та Львова, підтримує різноманітні культурні, благодійні та гуманітарні проекти, співпрацює з фондом Хесед Ар'є, Товариством єврейської культури ім. Шолом Алейхема, єврейською релігійною громадою прогресивного іудаїзму «Тейво», Львівською обласною об'єднаною єврейською громадою «Золота Роза», Асоціацією єврейських організацій та громад України[джерело?].

## Особисте життя
Одружений, виховує 2 доньок і 4 синів.